# 1940 en basket-ball
Chronologie du basket-ball
1939 en basket-ball - 1940 en basket-ball - 1941 en basket-ball
Les faits marquants de l'année 1940 en basket-ball :

## Récapitulatifs des principaux vainqueurs de compétitions 1939-1940
| Europe | Amériques | Afrique, Asie, Océanie |
| --- | --------- | ---------------------- |
| - France : non disputé - Grèce : Panellinios Athènes - Italie : Ginnastica Triestina - URSS : Burevestnik Leningrad |           |                        |

| Europe                                          | Amériques | Afrique, Asie, Océanie |
| ----------------------------------------------- | --------- | ---------------------- |
| - France : non disputé. - Italie : Ilva Trieste |           |                        |

## Liens